# Теодор Наувенс
Теодор Наувенс (Мехелен, 17. фебруар 1908 — 21. децембар 1974) био је белгијски фудбалер који је учествовао на ФИФА Светском купу 1930. године. Одиграо је 23 утакмице у дресу репрезентације.